# Psammocinia papillata
Psammocinia papillata är en svampdjursart som beskrevs av Cook och Patricia R. Bergquist 1998. Psammocinia papillata ingår i släktet Psammocinia och familjen Irciniidae. Inga underarter finns listade i Catalogue of Life.